# Mikel Scicluna
Mikel Scicluna, detto Baron (Malta, 29 luglio 1929 – Pittsburgh, 20 marzo 2010), è stato un wrestler maltese che ha lottato negli anni '60 e '70.

## Carriera
Scicluna iniziò la carriera da lottatore negli anni '50 e usò il nome di Mike Valentino a inizio carriera. Scicluna ha lottato in Canada fino al 1965, per poi trasferirsi negli Stati Uniti e entrare nella World Wide Wrestling Federation, dove diventò famoso con il ring name di "Baron" Mikel Scicluna.
Scicluna ottenne il più grande successo della sua carriera conquistando il WWWF World Tag Team Championship con King Curtis Iaukea. Vinse anche il WWWF United States Tag Team Championship insieme a Smasher Sloan il 22 settembre 1966.
Provò anche la carriera da singolo ottenendo discreti risultati. Sconfisse Spiros Arion per l'IWA World Championship e il 15 giugno 1968 sfidò Bruno Sammartino e Pedro Morales per il WWWF Championship. Uno dei maggiori successi di Scicluna fu la sua vittoria ai danni di Waldo Von Erich al Madison Square Garden.
Scicluna si ritirò nel 1984 e nel 1996 venne introdotto nella WWE Hall Of Fame.

## Vita privata
Dopo il suo ritiro, si stabilì con la moglie e il figlio a Pittsburgh in Pennsylvania, dove lavorò come autista per il New York Times prima di morire il 20 marzo 2010 a causa di un cancro.

## Titoli e riconoscimenti
NWA San Francisco
- NWA World Tag Team Championship (San Francisco version) (1 - con Gene Dubuque)

World Championship Wrestling (Australia)
- IWA World Heavyweight Championship (1)
- IWA World Tag Team Championship (1 - con Ciclón Negro)

World Wide Wrestling Federation
- WWE Hall of Fame (1996)
- WWWF United States Tag Team Championship (1 - con Smasher Sloan)
- WWWF World Tag Team Championship (1 - con King Curtis Iaukea)